# 墾丁國家森林遊樂區
墾丁國家森林遊樂區位於台灣屏東縣恆春鎮社頂，海拔約230－300公尺，區內熱帶森林密佈，為高位珊瑚礁及石灰岩地形，是台灣少見的地形景觀。墾丁鳥類資源豐富，每年8月到隔年春季，紅尾伯勞、赤腹鷹、灰面鷲、黃鸝相繼報到，是不可錯過的生態景觀。

## 歷史

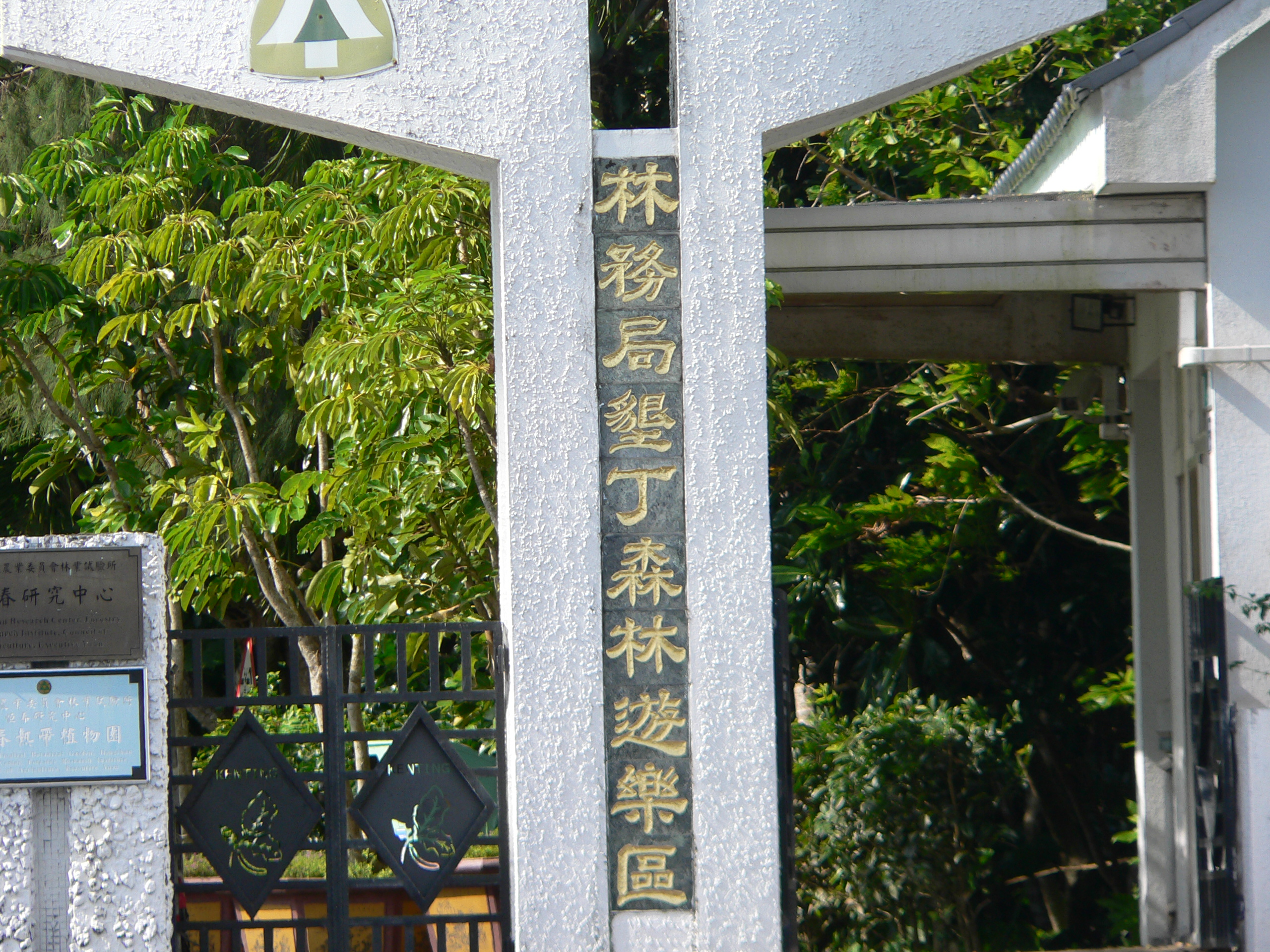
林務局墾丁森林遊樂區入口石碑

墾丁國家森林遊樂區所在地舊稱「龜仔甪」，原是瑯嶠十八社之一的龜仔甪社（今社頂部落）所在地。台灣日治時期由田代安定引進熱帶植物計513種，戰後由臺灣省行政長官公署林業試驗所恆春分所（現農業部林業試驗所恆春研究中心）經營，稱為「恆春熱帶植物園」。1968年成立「林務局墾丁森林遊樂區」，後改名「墾丁國家森林遊樂區」。1984年內政部營建署規劃成立墾丁國家公園，其範圍涵蓋墾丁國家森林遊樂區，並擴大至恆春半島上的其他風景區；但墾丁國家森林遊樂區仍由農業部林業及自然保育署屏東分署恆春工作站營運管理。
墾丁國家森林遊樂區面積共435公頃，占墾丁國家公園陸地總面積2.5%，目前已開發76公頃。

## 自然環境與生態
全區遍佈隆起珊瑚礁岩；展示區共有1,200多種植物，分為椰子、油脂、橡膠、藥用、熱帶果樹等區，共有17處遊覽據點，其中以銀葉板根、仙洞、觀海樓、垂榕谷等較為出名。在仙洞、銀龍洞等天然石灰岩洞內，有各種石鐘乳及石筍，都是地下水中所溶蝕的碳酸鈣成份凝聚形成，成長緩慢，十分珍貴。

## 主要景點
- 墾丁牌樓
- 花壇
- 一線天
- 銀龍洞
- 仙洞
- 石筍寶穴
- 觀海樓：樓高27公尺，直徑18公尺，是森林遊樂區的最高點，登上頂樓可以眺望3面環海的鵝鑾鼻半島全貌，南面為巴士海峽，東為太平洋，西為台灣海峽。
- 遊客中心

## 百年熱帶植物
1902年田代安定任職於恆春熱帶植物殖育場，積極引進具經濟價值之熱帶植物，目的在於找尋新能資助日本新財源之植物材料，如日本國內工業所需之原料，並透過繁殖培育研究利害關係，以利短期內的大量繁殖計畫，為南進諸國奠定戰略基礎。
而這些歷經百年的熱帶植物至今依舊具備研究與育樂價值。
- 油椰子
- 菲律賓貝殼松
- 福木
- 香水樹
- 琉球松
- 毛土連翹
- 黑果欖仁
- 科柏膠
- 沙盒樹

## 外部連結
- 墾丁國家公園管理處 - 墾丁國家森林遊樂區 （页面存档备份，存于）
- 墾丁國家森林遊樂區 - 台灣山林悠遊網 （页面存档备份，存于）
- 旅遊資訊 - 國家森林遊樂區 - 墾丁國家森林遊樂區 （页面存档备份，存于）
- 旅遊資訊 - 自然步道 - 墾丁國家森林遊樂區步道群
- 墾丁國家森林遊樂區 - 交通部觀光局 （页面存档备份，存于）
- 墾丁國家森林遊樂區 - 國家森林遊樂區 - 交通部中央氣象局 （页面存档备份，存于）
- 墾丁國家森林遊樂區的Facebook專頁